# Dominyka Obelenyte
Dominyka Obelenyte (nascida em Kaunas, Lituânia 30 de julho de 1995) é uma lutadora lituana de grappling e competidora de jiu-jitsu brasileiro na faixa preta. Obelenyte é múltipla campeã mundial de jiu-jitsu brasileiro nas faixas coloridas e tetracampeã mundial na faixa preta, tanto em sua categoria de peso quanto na divisão absoluta, conquistas alcançadas até os 20 anos.

## Carreira
Aos 6 anos, sua família mudou-se para os Estados Unidos. Obelenyte começou a treinar jiu-jitsu aos 9 anos em uma academia afiliada ao Gracie Humaitá em Nova Jérsei, após sofrer bullying na escola primária. Após receber a faixa laranja, passou a treinar com a renomada pioneira e campeã mundial de jiu-jitsu Emily Kwok em Maryland, que a levou para a Academia Marcelo Garcia em Nova York.
Obelenyte começou a competir sob a orientação de Marcelo Garcia. Como faixa azul, tornou-se campeã mundial pela primeira vez aos 14 anos, competindo na divisão adulta. Como faixa roxa, venceu a divisão absoluta aos 15 anos, seguida por dois títulos mundiais na faixa marrom aos 17 e 18 anos. Foi a primeira mulher a receber a faixa preta sob a tutela de Garcia, em 15 de janeiro de 2015, aos 19 anos. Como faixa preta, conquistou ouro duplo em sua categoria de peso e na divisão absoluta no Campeonato Mundial da IBJJF de 2016, sendo a primeira faixa preta estreante e a primeira europeia a alcançar esse feito no torneio. Em 2017, após uma lesão no ombro, Obelenyte anunciou uma pausa nas competições para focar nos estudos na Universidade Columbia.

## Resumo competitivo no jiu-jitsu brasileiro
Principais conquistas na faixa preta:
- 4x Campeã Mundial da IBJJF (2015,[c] 2016[c])[6]
- 2x Campeã Pan-Americana (2016–2015)[7]
- Campeã Europeia da IBJJF (2015[d])
- 2º lugar no Campeonato Pan-Americano (2016[d])
- 3º lugar no Campeonato Europeu da IBJJF (2015)

Principais conquistas nas faixas coloridas:
- 4x Campeã Mundial da IBJJF (2014 e 2013 marrom, 2011 roxa,[d] 2010 azul)
- 2x Campeã Pan-Americana (2014 marrom, 2013 roxa[d])
- Campeã Europeia da IBJJF (2012 roxa)
- 2º lugar no Campeonato Pan-Americano (2014 marrom,[d] 2013 roxa, 2010 azul)
- 3º lugar no Campeonato Mundial de Jiu-Jitsu NoGi da IBJJF (2010 azul/roxa)

## Linhagem de instrutores
Hélio Gracie > Rolls Gracie > Romero Cavalcanti > Fábio Gurgel > Marcelo Garcia > Dominyka Obelenyte

## Ver Também
- Gabi Pessanha
- Ffion Davies
- Bianca Basílio
- Hannette Staack
- Amy Campo